# Amanda Strong
Pour les articles homonymes, voir Strong.
Amanda Strong est une cinéaste autochtone, artiste multimédia et réalisatrice de films en stop motion. Elle est basée sur une partie du littoral non cédé des Salish, également connu sous le nom de Vancouver, en Colombie-Britannique,. 

## Biographie
Amanda Strong grandit à Mississauga en Ontario. Elle étudie l'illustration, les médias et la photographie au Sheridan College of Technology and Advanced Learning d'Oakville. Ses projets cinématographiques sont projetés dans le monde entier, et notamment au Festival de Cannes, au Festival international du film de Toronto, au Festival international du film de Vancouver et au Festival international du film d'animation d'Ottawa.

## Carrière professionnelle
Les films d’Amanda Strong racontent des histoires autochtones à travers un style inédit qu'elle nomme le « documentaire hybride ». Son travail explore les idées de la mémoire du sang et de l'idéologie autochtone. L’artiste combine l'animation image par image avec la technologie des nouveaux médias. Elle aime fusionner les genres tels que le documentaire, l’animation et la narration plus traditionnelle. Ses antécédents en photographie, illustration et pratique plurimédias sont visibles dans ses animations en stop motion. Les projets Indigo et Mia', défient les structures de narration conventionnelles.
En 2010, Amanda Strong est la fondatrice de Spotted Fawn Productions, un studio de production offrant des possibilités de mentorat et de formation auprès d’artistes émergents. La cinéaste milite pour la création d’un espace permettant aux peuples autochtones, aux femmes et aux individus non binaires de s’investir dans les nombreux aspects de la conception d’un film, de l’animation et de la production. « Nos histoires orales sont notre vérité » témoigne Amanda Strong.
L’artiste pluridisciplinaire collabore avec de jeunes autochtones par le biais de Media Creatorz Collective et du programme Indigenous Routes Collective, consacré à la formation interculturel des jeunes autochtones dans le temps,.
En 2016, Amanda Strong réalise le court métrage d'animation Four Faces of the Moon pour CBC Short Docs. L’histoire est racontée en quatre chapitres, explorant la récupération de la langue et de la nation, tout en faisant remonter les couches de l’histoire coloniale du Canada, révélant notamment le programme d’extermination du Canada sur le bison,.
En 2019, Amanda Strong et Amanda Roy ont été nommées productrices déléguées du programme Hothouse de l’ONF, pour aider à remédier à la sous-représentation des créateurs et créatrices autochtones en animation.

## Récompenses
Au cours de sa carrière, Amanda Strong bénéficie de subventions du Conseil des arts du Canada, du Conseil des arts de l'Ontario et de l'Office national du film du Canada. En 2009, elle est titulaire du mentorat ImagineNATIVE / LIFT. En 2013, elle reçoit le prix K.M. Hunter Artist Award. En 2016, elle est sélectionnée par Alanis Obomsawin dans le cadre du prix Clyde Gilmour Technicolor d'Obomsawin remis par la Toronto Film Critics Association, en reconnaissance de sa contribution essentielle au cinéma autochtone contemporain,.

## Filmographie
- 2008 : Alice Eaton
- 2009 : Honey for Sale
- 2014 : Haida Raid 3: Save Our Waters
- 2014 : Indigo
- 2015 : Mia'
- 2015 : How To Steal A Canoe'
- 2016 : Breaking Point Episode X Company CBC
- 2016 : Hipster Headdress
- 2016 : Four Faces of the Moon
- 2017 : Ghost Food
- 2017 : Flood
- 2018 : Biidaaban